# Мали Пашијан
Мали Пашијан је насељено место у саставу града Гарешнице у Бјеловарско-билогорској жупанији, Хрватска.

## Историја
Почетком 20. века место Пашијан је село - православна парохија којој припадају околна места: Беговача, Гарешница, Горња Гарешница, Зденчац, Млинска, Оштри Зид, Поповац и Трновитица.
Политичка општина се налазила у Гарешници, као и пошта и брзојав, а црквена општина у месту. У Пашијану је 1905. године било 1431 дом, од којих су 222 српска. Број становника је износио 7362, од којих су православни Срби 1242 или 16%. Од јавних здања помињу се православна црква и комунална школа.
Председник црквене општине 1905. године је био Никола Пуцарин, а перовођа Емил Бота. Православна парохија је 4. класе, има парохијску земљишну сесију и српско православно гробље. Православни храм посвећен Св. Јовану има осликан иконостас из 1779. године. Православни парох је тада поп Јован Херак родом из Бршљанице. Православне матрикуле су заведене 1862. године.
Месна основна школа је комунална и има једно здање подигнуто 1830. године. Учитељ Емил Бота је учио децу у редовној настави њих 80 и пофторној још 26 ђака.
До територијалне реорганизације у Хрватској, налазио се у саставу старе општине Гарешница.

## Становништво
На попису становништва 2011. године, Мали Пашијан је имао 190 становника.
На попису становништва 1991. године, насељено место Мали Пашијан је имало 223 становника, следећег националног састава:
| Попис 1991.‍  | Попис 1991.‍  | Попис 1991.‍ | Попис 1991.‍ | Попис 1991.‍ |
| ------------ | ------------ | ----------- | ----------- | ----------- |
|              |              |             |             |             |
| Хрвати       | Хрвати       |             | 130         | 58,29%      |
| Срби         | Срби         |             | 56          | 25,11%      |
| Мађари       | Мађари       |             | 16          | 7,17%       |
| Југословени  | Југословени  |             | 12          | 5,38%       |
| Албанци      | Албанци      |             | 1           | 0,44%       |
| Италијани    | Италијани    |             | 1           | 0,44%       |
| Немци        | Немци        |             | 1           | 0,44%       |
| Чеси         | Чеси         |             | 1           | 0,44%       |
| неопредељени | неопредељени |             | 1           | 0,44%       |
| непознато    | непознато    |             | 4           | 1,79%       |
| укупно: 223  |              |             |             |             |